# Allium rubriflorum
Allium rubriflorum — вид рослин з родини амарилісових (Amaryllidaceae); поширений у Сербії й Болгарії.

## Опис
Стебла прикріплені до короткого кореневища, заввишки 36–52 см, діаметром 1.5–2.5 мм, циліндричні. Листків 3–6(7), ниткоподібні. Зонтик майже кулястий в період цвітіння, діаметром 20–30 мм у період цвітіння, у період плодоношення більше. Оцвітина вузькодзвінчаста (пізніше широко відкрита); сегменти оцвітини неоднакові, внутрішні (4.0)4.5(5.0) × 1.8–2.0 мм, зовнішні (3.0)4.0(4.2) × ≈ 1.6 мм; присутні дві виразні форми, тобто (1) з жовтуватими листочками й зеленими прожилками; і (2) з трояндовими листочками і пурпурними жилками. Пиляки завдовжки 0.7–1.1 мм, жовті. Насіння чорне, кутасте, ≈ 3 мм завдовжки.
Період цвітіння: липень – серпень.

## Поширення
Поширення: Сербія, Болгарія.
Населяє відкриті вапнякові відслонення, сухі чагарники, тріщинне каміння на безплідному субстраті.